# Okres obrotu
Okres obrotu (okres rotacji) – czas jaki upływa między dwoma kolejnymi momentami, w których wirujące jednostajnym ruchem obrotowym ciało przybiera tę samą orientację w przestrzeni. Okres obrotu T, ciała wirującego z prędkością kątową ω wyraża się wzorem:
{\displaystyle T={\frac {2\pi }{\omega }}.}
Jego jednostką w układzie SI jest sekunda.
Okres obrotu może być wielkością dobrze określoną tylko dla ciał sztywnych, np. dla Ziemi wynosi około 23 h 56 min. Okres obrotu Słońca zależy od szerokości heliograficznej i zmienia się od około 25 dni na równiku słonecznym do ponad 31 dni na biegunach, zmienia się także wraz z odległością od centrum Słońca, co można badać metodami heliosejsmologii. Zjawisko to jest spowodowane płynnością substancji tworzącej Słońce.
Dla punktu materialnego obracającego się wokół osi nieprzechodzącej przez ten punkt okres obrotu jest czasem obrotu tego punktu o kąt pełny.